# Antonio Giovinazzi
Antonio Maria Giovinazzi (pronunciación en italiano: /anˈtɔːnjo dʒoviˈnattsi/; Martina Franca, Italia; 14 de diciembre de 1993) es un piloto de automovilismo italiano. Fue subcampeón del Campeonato Europeo de Fórmula 3 de la FIA en 2015 y de GP2 Series en 2016. Al año siguiente dio el salto a la Fórmula 1 con Sauber, y desde 2019 hasta 2021 fue piloto de la escudería Alfa Romeo. Compitió en el Campeonato Mundial 2021-22 de Fórmula E con Dragon Penske Autosport. Desde 2023 es piloto de Ferrari AF Corse con el Ferrari 499P #51 en el Campeonato Mundial de Resistencia de la FIA, donde obtuvo la victoria absoluta en las 24 Horas de Le Mans 2023, y resultó tercero en 2024.

## Carrera deportiva

### Comienzos
Corrió en karting 2001 hasta 2012, donde logró victorias y campeonatos regionales y nacionales. Giovinazzi comenzó su carrera en fórmulas promocionales compitiendo en Fórmula Pilota China para Eurasia en 2012, donde se consagró campeón con un total de seis victorias. También corrió para el equipo BVM en la última ronda de la Fórmula Abarth en Monza; a pesar de no recibir puntos por ser piloto invitado, logró dos triunfos y un segundo puesto.
Al año siguiente compitió con el equipo Double R en Fórmula 3 Británica donde fue subcampeón, mientras que en Fórmula 3 Europea puntuó en 8 carreras de 30, para finalizar 17.º.

### Fórmula 3 y GP2 Series

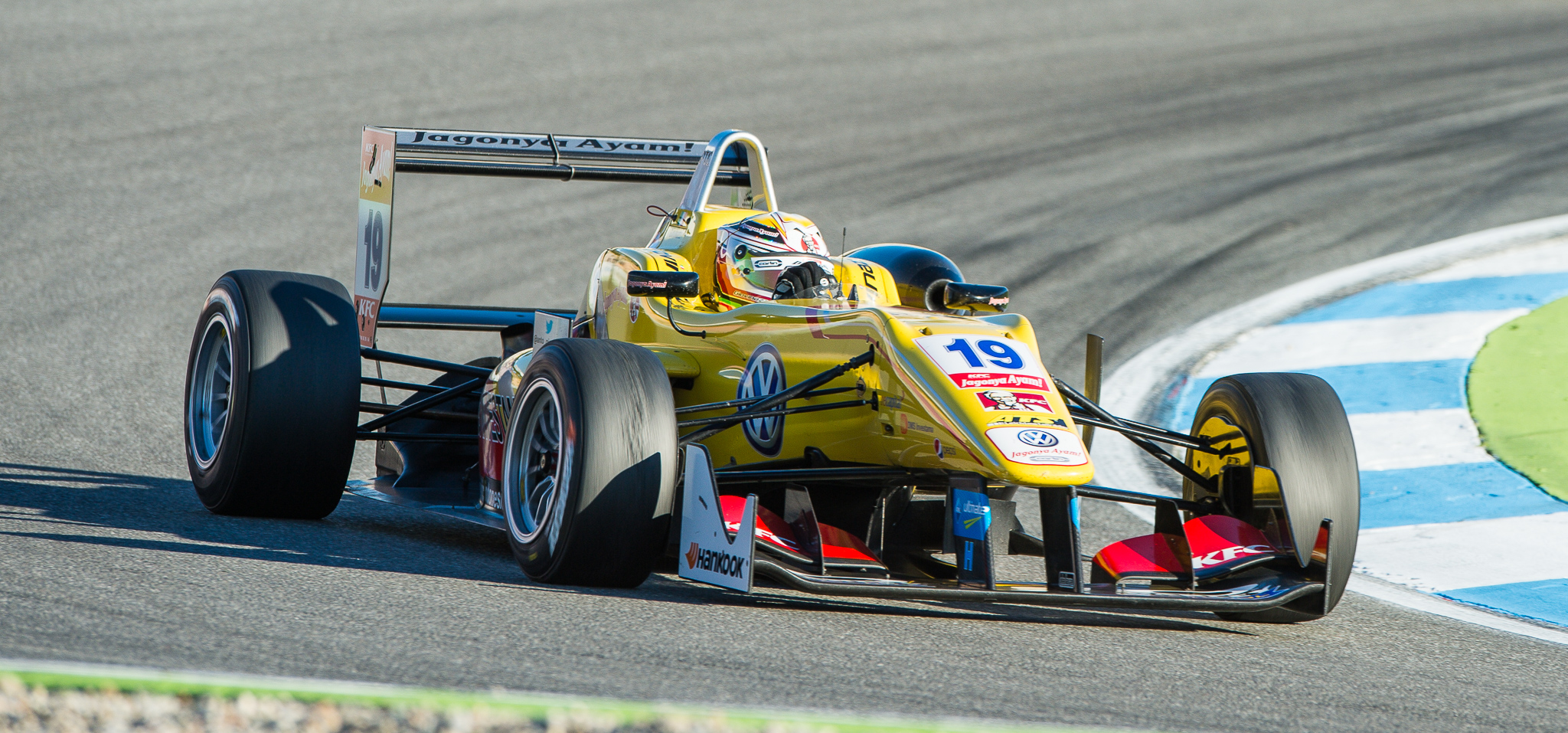
Giovinazzi en Fórmula 3 Europea 2014.

En 2014, firmó para Carlin para disputar su segunda temporada en Fórmula 3 Europea, donde resultó sexto con dos victorias y siete podios en 33 participaciones. En su tercer año en la categoría resultó subcampeón con un total de 6 victorias y 20 podios, por detrás de Felix Rosenqvist. Además el italiano logró la victoria Masters de Fórmula 3 de Zandvoort y el cuarto puesto en el Gran Premio de Macao. También debutó en Deutsche Tourenwagen Masters con un Audi RS5 de Phoenix, reemplazando al sancionado Timo Scheider en Moscú, pero no logró puntuar.
Después ascendió junto al equipo Prema a GP2 Series, la antesala de la Fórmula 1, en la que acumuló cinco victorias y ocho podios, resultando subcampeón por detrás de su compañero de equipo Pierre Gasly.

### Fórmula 1

#### Sauber y probador en otros equipos (2017-2018)

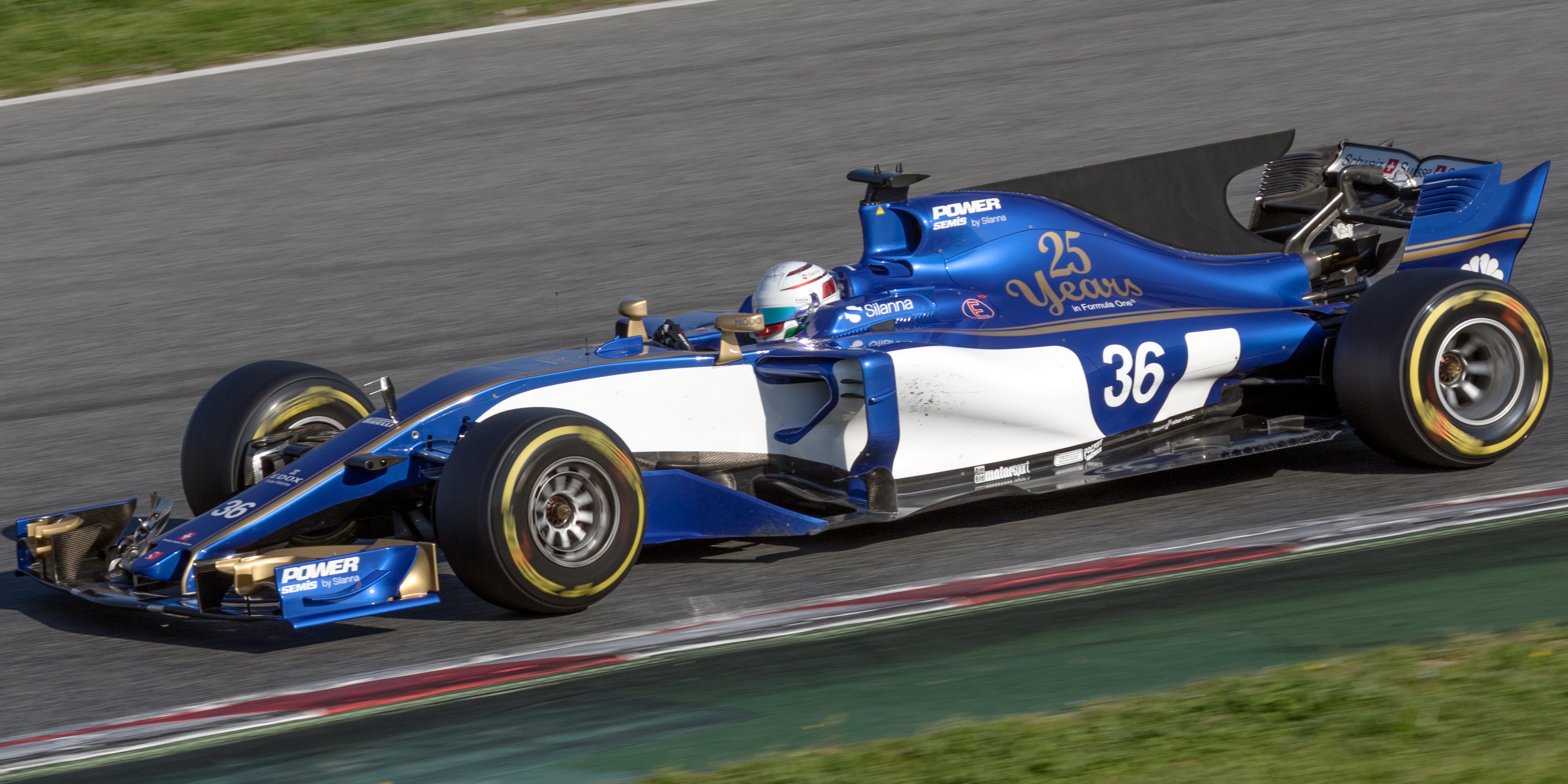
Antonio Giovinazzi en la pretemporada del campeonato 2017 de Fórmula 1.

Para la temporada 2017 ficha como tercer piloto de Scuderia Ferrari en Fórmula 1. Durante los test de pretemporada en Barcelona tuvo que pilotar para Sauber, reemplazando a Pascal Wehrlein (que sufrió un accidente en la Carrera de Campeones). Como Wehrlein no se sentía en forma física para competir en el Gran Premio de Australia debido a la falta de entrenamiento, Giovinazzi lo sustituyó, debutando en la categoría; finalizó 12.º en la carrera. Más tarde, Sauber anunció que Giovinazzi reemplazaría a Wehrlein también en China. En dicha carrera abandonó por un choque.
Después de la carrera de Mónaco, Haas F1 Team anunció que Giovinazzi participaría en varias sesiones de libres a lo largo del año, sustituyendo en seis ocasiones a Kevin Magnussen y en una a Romain Grosjean.
A principio de junio probó con el Ferrari de 2015 en un test de Fiorano con los neumáticos de 2018.
En 2018 también fue parte de los entrenamientos libres en 6 GGPP, en la segunda etapa de la temporada, con Sauber.

#### Alfa Romeo (2019-2021)

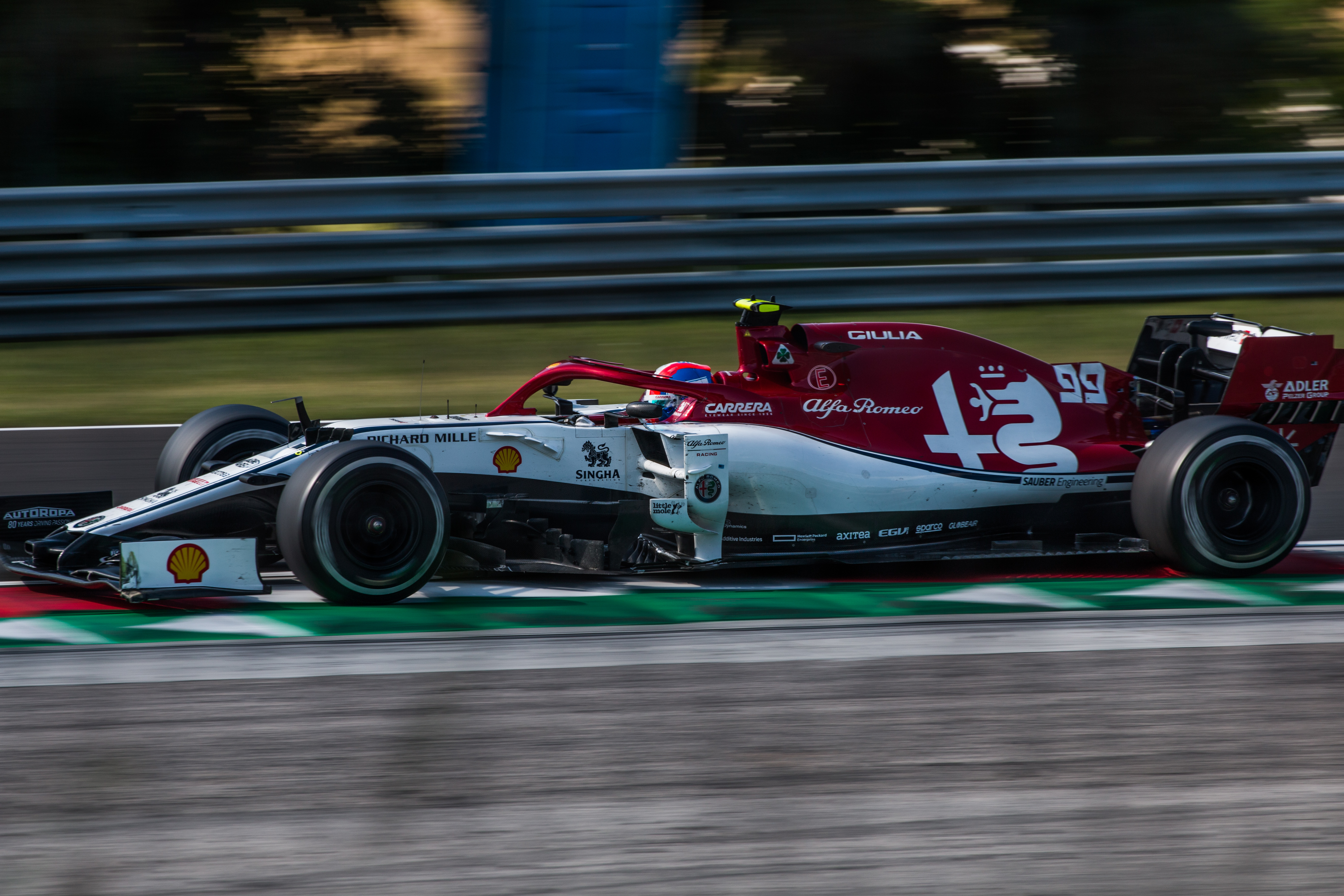
Antonio Giovinazzi en su Alfa Romeo en 2019.

Luego de haber disputado 2 Grandes Premios en 2017, el 25 de septiembre de 2018, Giovinazzi es confirmado como nuevo de Alfa Romeo, reemplazando a Marcus Ericsson, convirtiéndose en el compañero de Kimi Räikkönen.
Durante las primeras ocho carreras de la temporada, el italiano no sumó puntos, mientras que Räikkönen lo hizo en cuatro oportunidades sumando un todas de 19 unidades para el campeonato. En el Gran Premio de Austria, Giovinazzi logró su primer punto, tras ser décimo. Sumó nuevamente en Singapur, Italia y Brasil, finalizando quinto en este último. Acabó en el 17.º puesto con 14 puntos, cinco por detrás de su compañero de equipo.
Giovinazzi se mantuvo dos temporadas más en Alfa Romeo, hasta ser remplazado por Guanyu Zhou tras la temporada 2021.

#### Piloto reserva y probador nuevamente (2022)
Tras quedar fuera de Alfa Romeo, Giovinazzi se unió a la Scuderia Ferrari como piloto reserva en 2022. Su contrato con la escudería italiana incluye también el rol de piloto reserva de Alfa Romeo y Haas (motorizados por Ferrari).
El 22 de agosto de 2022 fue confirmada su participación en los entrenamientos libres de los GGPP de Italia y Estados Unidos al mando del Haas VF-22.

### Fórmula E
Tras dejar Alfa Romeo Racing y la F1, Antonio fichó por el equipo Dragon Racing para disputar el campeonato 2021-22 de Fórmula E junto a Sérgio Sette Câmara. La temporada estuvo marcada por múltiples abandonos y por ser el único piloto a tiempo completo en no sumar puntos, además de una lesión que le impidió correr la última carrera.

### Resistencia

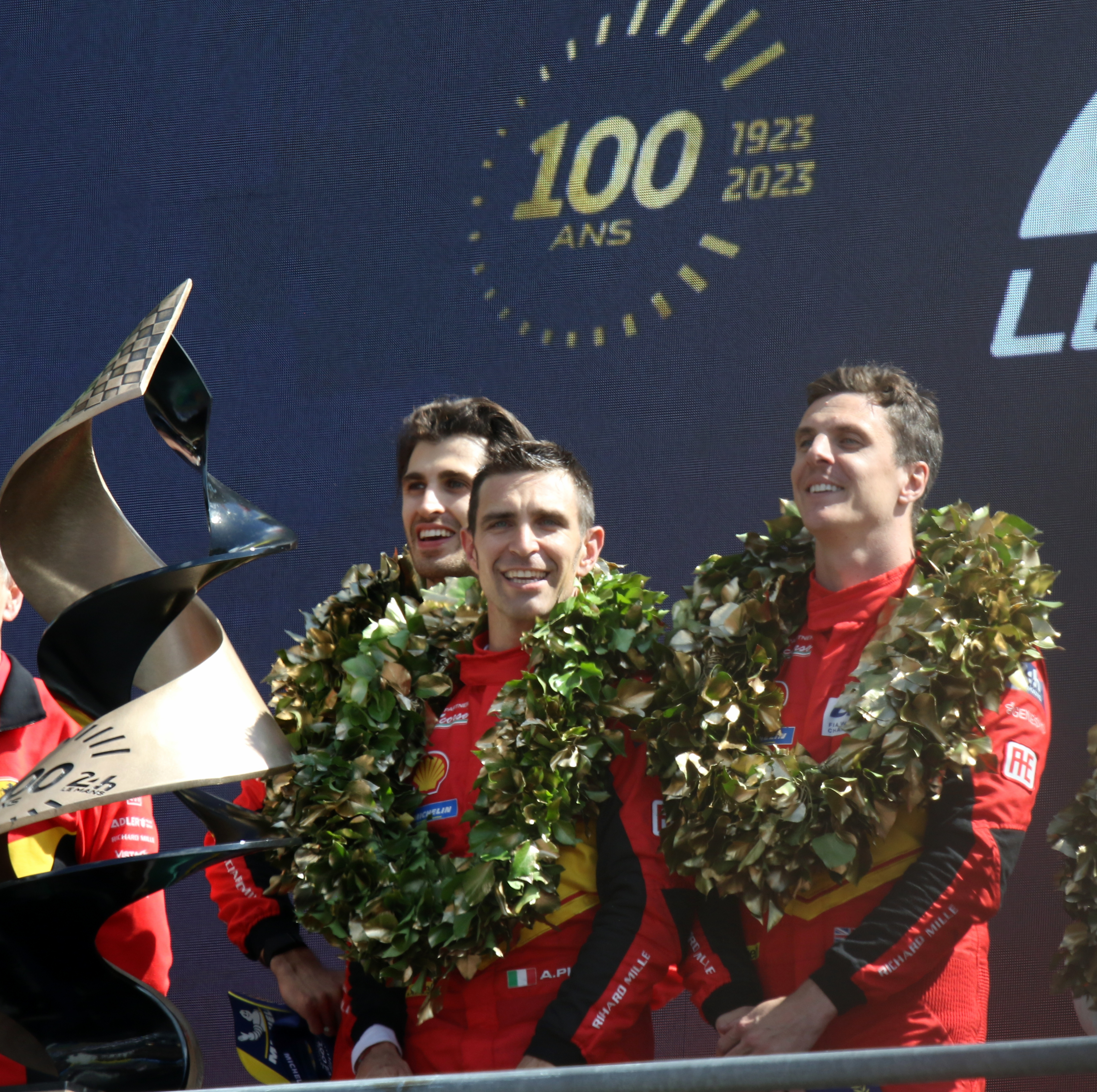
Giovinazzi, Pier Guidi y Calado sobre el podio de Le Mans.

En enero de 2023, fue anunciado su fichaje por AF Corse para disputar la clase Hypercar del Campeonato Mundial de Resistencia de la FIA 2023 al mando de una Ferrari 499P. El italiano ya contaba con experiencia en la resistencia, ya que había competido una vez en las 24 Horas de Le Mans en un GT y en algunas otras competencias en LMP2.
Giovinazzi se unió a James Calado y Alessandro Pier Guidi para conducir el 499P n.º 51. La primera victoria de Giovinazzi como piloto de fábrica de Ferrari llegó en las 24 Horas de Le Mans de 2023. Su actuación forma parte de una victoria histórica para la marca italiana, ya que se produjo más de 50 años después de su última victoria.

## Resumen de carrera
| Temporada | Categoría                                              | Equipo                    | Carreras          | Victorias         | Poles             | VR                | Podios            | Puntos            | Pos.              |
| --------- | ------------------------------------------------------ | ------------------------- | ----------------- | ----------------- | ----------------- | ----------------- | ----------------- | ----------------- | ----------------- |
| 2012      | Fórmula Abarth                                         | BVM                       | 3                 | 2                 | 0                 | 0                 | 3                 | 0†                | NC†               |
| 2012      | Fórmula Pilota China                                   | Eurasia Motorsport        | 18                | 6                 | 7                 | 6                 | 13                | 229               | 1.º               |
| 2013      | Campeonato Europeo de Fórmula 3 de la FIA              | Double R Racing           | 30                | 0                 | 0                 | 0                 | 0                 | 31                | 17.º              |
| 2013      | Fórmula 3 Británica                                    | Double R Racing           | 12                | 2                 | 0                 | 0                 | 7                 | 135               | 2.º               |
| 2013      | Masters de Fórmula 3                                   | Double R Racing           | 1                 | 0                 | 0                 | 0                 | 0                 | 0                 | 10.º              |
| 2014      | Campeonato Europeo de Fórmula 3 de la FIA              | Jagonya Ayam with Carlin  | 33                | 2                 | 2                 | 3                 | 7                 | 238               | 6.º               |
| 2015      | Campeonato Europeo de Fórmula 3 de la FIA              | Jagonya Ayam with Carlin  | 33                | 6                 | 4                 | 4                 | 20                | 412.5             | 2.º               |
| 2015      | Masters de Fórmula 3                                   | Jagonya Ayam with Carlin  | 1                 | 1                 | 1                 | 1                 | 1                 | N/A               | 1.º               |
| 2015      | Gran Premio de Macao                                   | Jagonya Ayam with Carlin  | 1                 | 0                 | 0                 | 0                 | 0                 | N/A               | 4.º               |
| 2015      | Deutsche Tourenwagen Masters                           | Audi Sport Team Phoenix   | 2                 | 0                 | 0                 | 0                 | 0                 | 0                 | 25.º              |
| 2015-16   | Asian Le Mans Series - LMP2                            | Jagonya Ayam with Eurasia | 2                 | 2                 | 1                 | 0                 | 2                 | 51                | 3.º               |
| 2016      | GP2 Series                                             | PREMA Racing              | 22                | 5                 | 2                 | 2                 | 8                 | 211               | 2.º               |
| 2016      | European Le Mans Series - LMP2                         | SMP Racing                | 1                 | 0                 | 0                 | 0                 | 0                 | 10                | 24.º              |
| 2016      | Campeonato Mundial de Resistencia de la FIA - LMP2     | Extreme Speed Motorsports | 2                 | 0                 | 0                 | 0                 | 1                 | 30                | 20.º              |
| 2017      | Fórmula 1                                              | Sauber F1 Team            | 2                 | 0                 | 0                 | 0                 | 0                 | 0                 | 22.º              |
| 2017      | Fórmula 1                                              | Haas F1 Team              | Piloto de pruebas | Piloto de pruebas | Piloto de pruebas | Piloto de pruebas | Piloto de pruebas | Piloto de pruebas | Piloto de pruebas |
| 2018      | 24 Horas de Le Mans - LMGTE Pro                        | AF Corse                  |                   |                   |                   |                   |                   |                   | 5.º               |
| 2018      | Fórmula 1                                              | Alfa Romeo Sauber F1 Team | Piloto de pruebas | Piloto de pruebas | Piloto de pruebas | Piloto de pruebas | Piloto de pruebas | Piloto de pruebas | Piloto de pruebas |
| 2018      | Fórmula 1                                              | Scuderia Ferrari          | Piloto de pruebas | Piloto de pruebas | Piloto de pruebas | Piloto de pruebas | Piloto de pruebas | Piloto de pruebas | Piloto de pruebas |
| 2019      | Fórmula 1                                              | Alfa Romeo Racing         | 21                | 0                 | 0                 | 0                 | 0                 | 14                | 17.º              |
| 2020      | Fórmula 1                                              | Alfa Romeo Racing ORLEN   | 17                | 0                 | 0                 | 0                 | 0                 | 4                 | 17.º              |
| 2021      | Fórmula 1                                              | Alfa Romeo Racing ORLEN   | 22                | 0                 | 0                 | 0                 | 0                 | 3                 | 18.º              |
| 2021-22   | Fórmula E                                              | Dragon / Penske Autosport | 15                | 0                 | 0                 | 0                 | 0                 | 0                 | 23.º              |
| 2022      | Fórmula 1                                              | Haas F1 Team              | Piloto de pruebas | Piloto de pruebas | Piloto de pruebas | Piloto de pruebas | Piloto de pruebas | Piloto de pruebas | Piloto de pruebas |
| 2023      | Campeonato Mundial de Resistencia de la FIA - Hypercar | Ferrari - AF Corse        | 7                 | 1                 | 0                 | 0                 | 2                 | 114               | 4.º               |
| 2024      | Campeonato Mundial de Resistencia de la FIA - Hypercar | Ferrari - AF Corse        | 8                 | 0                 | 1                 | 0                 | 1                 | 59                | 8.º               |
| 2025      | Campeonato Mundial de Resistencia de la FIA - Hypercar | Ferrari AF Corse          | Disputándose      | Disputándose      | Disputándose      | Disputándose      | Disputándose      | Disputándose      | Disputándose      |
| Fuentes:  |                                                        |                           |                   |                   |                   |                   |                   |                   |                   |

## Resultados

### Campeonato Europeo de Fórmula 3 de la FIA
(Clave) (negrita indica pole position) (cursiva indica vuelta rápida)

| Año  | Escudería                | Motor      | 1         | 2        | 3        | 4         | 5         | 6        | 7        | 8         | 9        | 10        | 11        | 12      | 13        | 14       | 15        | 16        | 17       | 18        | 19       | 20       | 21       | 22       | 23        | 24       | 25      | 26      | 27        | 28       | 29      | 30        | 31      | 32      | 33      | Pos. | Puntos |
| ---- | ------------------------ | ---------- | --------- | -------- | -------- | --------- | --------- | -------- | -------- | --------- | -------- | --------- | --------- | ------- | --------- | -------- | --------- | --------- | -------- | --------- | -------- | -------- | -------- | -------- | --------- | -------- | ------- | ------- | --------- | -------- | ------- | --------- | ------- | ------- | ------- | ---- | ------ |
| 2013 | Double R Racing          | Mercedes   | MNZ 1 22† | MNZ 2 12 | MNZ 3 13 | SIL 1 DSQ | SIL 2 DNS | SIL 3 11 | HOC 1 12 | HOC 2 Ret | HOC 3 24 | BRH 1 11  | BRH 2 16  | BRH 3 9 | RBR 1 15  | RBR 2 23 | RBR 3 Ret | NOR 1 Ret | NOR 2 23 | NOR 3 Ret | NÜR 1 18 | NÜR 2 16 | NÜR 3 10 | ZAN 1 14 | ZAN 2 Ret | ZAN 3 11 | VAL 1 9 | VAL 2 7 | VAL 3 13  | HOC 1 17 | HOC 2 7 | HOC 3 6   |         |         |         | 17.º | 31     |
| 2014 | Jagonya Ayam with Carlin | Volkswagen | SIL 1 12  | SIL 2 8  | SIL 3 5  | HOC 1 Ret | HOC 2     | HOC 3 5  | PAU 1 7  | PAU 2 4   | PAU 3 10 | HUN 1 23† | HUN 2 6   | HUN 3 5 | SPA 1 Ret | SPA 2 9  | SPA 3 11  | NOR 1 Ret | NOR 2 9  | NOR 3 7   | MSC 1 13 | MSC 2 16 | MSC 3 10 | RBR 1 2  | RBR 2 16  | RBR 3 1  | NÜR 1 3 | NÜR 2 1 | NÜR 3 Ret | IMO 1 5  | IMO 2 3 | IMO 3 Ret | HOC 1 4 | HOC 2   | HOC 3 5 | 6.º  | 238    |
| 2015 | Jagonya Ayam with Carlin | Volkswagen | SIL 1 2   | SIL 2 3  | SIL 3 2  | HOC 1     | HOC 2 3   | HOC 3    | PAU 1 2  | PAU 2 3   | PAU 3 1  | MNZ 1 4   | MNZ 2 Ret | MNZ 3 4 | SPA 1 Ret | SPA 2 9  | SPA 3 15  | NOR 1 2   | NOR 2 22 | NOR 3 1   | ZAN 1    | ZAN 2    | ZAN 3 2  | RBR 1 3  | RBR 2     | RBR 3 1  | ALG 1 9 | ALG 2 8 | ALG 3 8   | NÜR 1 10 | NÜR 2   | NÜR 3 13  | HOC 1 6 | HOC 2 1 | HOC 3   | 2.º  | 412.5  |

### Deutsche Tourenwagen Masters
(Clave) (negrita indica pole position) (cursiva indica vuelta rápida)

| Año  | Escudería               | Automóvil    | 1     | 2     | 3     | 4     | 5     | 6     | 7     | 8     | 9     | 10    | 11       | 12       | 13    | 14    | 15    | 16    | 17    | 18    | Pos. | Puntos |
| ---- | ----------------------- | ------------ | ----- | ----- | ----- | ----- | ----- | ----- | ----- | ----- | ----- | ----- | -------- | -------- | ----- | ----- | ----- | ----- | ----- | ----- | ---- | ------ |
| 2015 | Audi Sport Team Phoenix | Audi RS5 DTM | HOC 1 | HOC 2 | LAU 1 | LAU 2 | NOR 1 | NOR 2 | ZAN 1 | ZAN 2 | SPL 1 | SPL 2 | MSC 1 19 | MSC 2 21 | OSC 1 | OSC 2 | NÜR 1 | NÜR 2 | HOC 1 | HOC 2 | 25.º | 0      |

### GP2 Series
(Clave) (negrita indica pole position) (cursiva indica vuelta rápida puntuable)

| Año  | Escudería    | 1   | 1   | 2   | 2   | 3   | 3   | 4   | 4   | 5   | 5   | 6   | 6   | 7   | 7   | 8   | 8   | 9   | 9   | 10  | 10  | 11  | 11  | Pos. | Puntos | Ref.   |
| ---- | ------------ | --- | --- | --- | --- | --- | --- | --- | --- | --- | --- | --- | --- | --- | --- | --- | --- | --- | --- | --- | --- | --- | --- | ---- | ------ | ------ |
| 2016 | PREMA Racing | BAR | BAR | MON | MON | BAK | BAK | SPI | SPI | SIL | SIL | BUD | BUD | HOC | HOC | SPA | SPA | MNZ | MNZ | KUA | KUA | YMC | YMC | 2.º  | 211    | [ 30 ] |
| 2016 | PREMA Racing | 18  | Ret | 11  | 18  | 1   | 1   | Ret | 5   | 2   | 4   | 2   | 17† | 8   | Ret | 6   | 1   | 1   | 3   | 1   | 4   | 5   | 6   | 2.º  | 211    | [ 30 ] |

### Campeonato Mundial de Resistencia de la FIA
(Clave) (negrita indica pole position) (cursiva indica vuelta rápida)

| Año  | Escudería                 | Clase | Automóvil           | 1   | 2   | 3   | 4   | 5   | 6   | 7   | 8   | 9   | Pos. | Puntos | Ref.   |
| ---- | ------------------------- | ----- | ------------------- | --- | --- | --- | --- | --- | --- | --- | --- | --- | ---- | ------ | ------ |
| 2016 | Extreme Speed Motorsports | LMP2  | Ligier JS P2-Nissan | SIL | SPA | LMS | NÜR | MEX | COA | FUJ | SHA | BHR | 20.º | 30     | [ 31 ] |
| 2016 | Extreme Speed Motorsports | LMP2  | Ligier JS P2-Nissan |     |     |     |     |     |     | 4   | 2   |     | 20.º | 30     | [ 31 ] |

### Fórmula 1
(Clave) (negrita indica pole position) (cursiva indica vuelta rápida)

| Año     | Escudería                 | 1      | 2       | 3      | 4      | 5      | 6      | 7       | 8      | 9       | 10      | 11     | 12     | 13      | 14      | 15     | 16     | 17     | 18     | 19     | 20     | 21     | 22      | Pos. | Puntos |
| ------- | ------------------------- | ------ | ------- | ------ | ------ | ------ | ------ | ------- | ------ | ------- | ------- | ------ | ------ | ------- | ------- | ------ | ------ | ------ | ------ | ------ | ------ | ------ | ------- | ---- | ------ |
| 2017    | Sauber F1 Team            | AUS 12 | CHN Ret | BHR    | RUS    | ESP    | MON    | CAN     | AZE    | AUT     |         |        |        |         |         |        |        |        |        |        |        |        |         | 22.º | 0      |
| 2017    | Haas F1 Team              |        |         |        |        |        |        |         |        |         | GBR TD  | HUN TD | BEL    | ITA TD  | SIN TD  | MYS TD | JPN    | USA    | MEX TD | BRA TD | ABU TD |        |         | 22.º | 0      |
| 2018    | Alfa Romeo Sauber F1 Team | AUS    | BHR     | CHN    | AZE    | ESP    | MON    | CAN     | FRA    | AUT     | GBR     | GER TD | HUN TD | BEL     | ITA     | SIN    | RUS TD | JPN    | USA    | MEX TD | BRA TD | ABU TD |         |      |        |
| 2019    | Alfa Romeo Racing         | AUS 15 | BHR 11  | CHN 15 | AZE 12 | ESP 16 | MON 19 | CAN 13  | FRA 16 | AUT 10  | GBR Ret | GER 13 | HUN 18 | BEL 18† | ITA 9   | SIN 10 | RUS 15 | JPN 14 | MEX 14 | USA 14 | BRA 5  | ABU 16 |         | 17.º | 14     |
| 2020    | Alfa Romeo Racing ORLEN   | AUT 9  | EST 14  | HUN 17 | GBR 14 | 70A 17 | ESP 16 | BEL Ret | ITA 16 | TOS Ret | RUS 11  | EIF 10 | POR 15 | EMI 10  | TUR Ret | BHR 16 | SAK 13 | ABU 16 |        |        |        |        |         | 17.º | 4      |
| 2021    | Alfa Romeo Racing ORLEN   | BHR 12 | EMI 14  | POR 12 | ESP 15 | MON 10 | AZE 11 | FRA 15  | EST 15 | AUT 14  | GBR 13  | HUN 13 | BEL 13 | NED 14  | ITA 13  | RUS 16 | TUR 11 | USA 11 | MEX 11 | SÃO 14 | QAT 15 | ARA 9  | ABU Ret | 18.º | 3      |
| 2022    | Haas F1 Team              | BHR    | ARA     | AUS    | EMI    | MIA    | ESP    | MON     | AZE    | CAN     | GBR     | AUT    | FRA    | HUN     | BEL     | NED    | ITA TD | SIN    | JPN    | USA TD | MEX    | SÃO    | ABU     |      |        |
| Fuente: |                           |        |         |        |        |        |        |         |        |         |         |        |        |         |         |        |        |        |        |        |        |        |         |      |        |

### 24 Horas de Le Mans
| Año     | Equipo             | Copilotos                          | Automóvil           | Clase     | Vueltas | Pos. | Pos. Clase |
| ------- | ------------------ | ---------------------------------- | ------------------- | --------- | ------- | ---- | ---------- |
| 2018    | AF Corse           | Toni Vilander Pipo Derani          | Ferrari 488 GTE Evo | LMGTE Pro | 341     | 20.º | 5.º        |
| 2023    | Ferrari - AF Corse | Alessandro Pier Guidi James Calado | Ferrari 499P        | Hypercar  | 342     | 1.º  | 1.º        |
| 2024    | Ferrari - AF Corse | Alessandro Pier Guidi James Calado | Ferrari 499P        | Hypercar  | 311     | 3.º  | 3.º        |
| 2025    | Ferrari - AF Corse | Alessandro Pier Guidi James Calado | Ferrari 499P        | Hypercar  | 387     | 3.º  | 3.º        |
| Fuente: |                    |                                    |                     |           |         |      |            |

### Fórmula E
(Clave) (negrita indica pole position) (cursiva indica vuelta rápida puntuable)
| Año     | Escudería                 | 1   | 1   | 2   | 2   | 3   | 3   | 4   | 5   | 5   | 6   | 6   | 7   | 7   | 8   | 8   | 9   | 9   | 10  | 10  | Pos. | Puntos | Ref.   |
| ------- | ------------------------- | --- | --- | --- | --- | --- | --- | --- | --- | --- | --- | --- | --- | --- | --- | --- | --- | --- | --- | --- | ---- | ------ | ------ |
| 2021-22 | Dragon / Penske Autosport | DIR | DIR | MEX | MEX | ROM | ROM | MON | BER | BER | YAK | YAK | MAR | MAR | NYC | NYC | LON | LON | SEÚ | SEÚ | 23.º | 0      | [ 33 ] |
| 2021-22 | Dragon / Penske Autosport | 20  | 20  | Ret | Ret | 18  | Ret | 16  | 20  | 22  | Ret | Ret | 19  | 19  | Ret | Ret | Ret | Ret | Ret | WD  | 23.º | 0      | [ 33 ] |